# Área metropolitana de Norwich-New London
El Área Estadística Metropolitana de Norwich-New London, CT MSA, como la denomina oficialmente la Oficina de Administración y Presupuesto, es un Área Estadística Metropolitana que comprende únicamente el condado de New London, en el estado estadounidense de Connecticut. Tiene una población de 274.055 habitantes según el Censo de 2010, convirtiéndola en la 167.º área metropolitana más poblada de los Estados Unidos.

## Principales comunidades del área metropolitana
Ciudades principales o núcleo
- Norwich
- New London

## Definiciones
Hay varias definiciones para definir a la región, abarcando áreas similares:
El Sureste de Connecticut (en inglés Southeastern Connecticut) o Gran New London (en inglés Greater New London), es una región oficial administrada por el Consejo de Gobierno del Sureste de Connecticut. Se compone de 18 pueblos y ciudades del condado de New London y supervisa el uso del suelo y la planificación de la infraestructura de transporte para sus ciudades miembro, a saber:
- Bozrah
- East Lyme
- Colchester
- Franklin
- Griswold
- Groton
- Ledyard
- Lisbon
- Montville
- New London
- North Stonington
- Norwich
- Preston
- Salem
- Sprague
- Stonington
- Voluntown
- Waterford

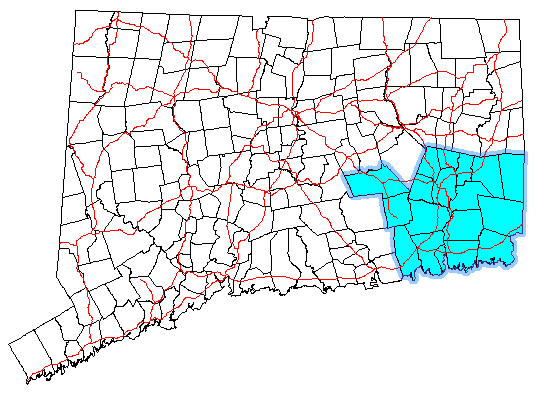
Mapa de la región del Sureste de Connecticut.

El Área de mercado laboral de New London o área de comutado, abarca 20 pueblos y ciudades del condado de New London:
- Bozrah
- Canterbury
- East Lyme
- Franklin
- Griswold
- Groton
- Ledyard
- Lisbon
- Montville
- New London
- North Stonington
- Norwich
- Old Lyme
- Old Saybrook
- Plainfield
- Preston
- Salem
- Sprague
- Stonington
- Waterford;

y las comunidades de Hopkinton y Westerly, en Rhode Island.